# Fresnedoso de Ibor
Fresnedoso de Ibor település Spanyolországban, Cáceres tartományban. Fresnedoso de Ibor Robledollano, Campillo de Deleitosa, Mesas de Ibor és Castañar de Ibor községekkel határos. Lakosainak száma 239 fő (2024).

## Népesség
A település népessége az elmúlt években az alábbi módon változott:
| Lakosok száma | 352  | 350  | 338  | 329  | 324  | 304  | 284  | 268  | 264  | 239  |
|               | 2001 | 2004 | 2006 | 2009 | 2011 | 2014 | 2016 | 2019 | 2021 | 2024 |